# Anthaxia cyanella
Anthaxia cyanella es una especie de escarabajo del género Anthaxia, familia Buprestidae. Fue descrita por Gory en 1841.
Se encuentra en el este de Estados Unidos. Las larvas se encuentran en Amelanchier, Betula, Cercis, Gleditsia, Vitis.